# Il'ja Andreevič Bezborodko
Il'ja Andreevič Bezborodko, in russo Илья Андреевич Безбородко? (27 febbraio 1756 – San Pietroburgo, 15 giugno 1815), è stato un politico e generale russo.

## Biografia
Era il figlio di Andrej Jakovlevič Bezborodko (1711-1780), e di sua moglie, Evdokija Michajlovna Zabello (1716-1803).

## Carriera
Entrò nel servizio militare all'età di 15 anni, partecipando alle operazioni militari contro i turchi nel 1773 e 1774. Nel 1786 fu promosso a maggior generale.
Nel 1790 era sotto il comando di Aleksandr Vasil'evič Suvorov. Nel 1798 venne nominato senatore. Nel 1795 fu promosso tenente generale. Dopo la morte del fratello, Il'ja ereditò tutta la sua fortuna.

## Matrimonio
Nel 1782 sposò Anna Ivanovna Širjaeva (9 settembre 1766-27 luglio 1824). Ebbero tre figli:
- Ljubov' Il'inična (1783-1809), sposò il conte Grigorij Grigor'evič Kušelëv, ebbero due figli;
- Andrej Il'ič (1784-1814);
- Kleopatra Il'inična (1791-1840), sposò il principe Aleksandr Jakovlevič Lobanov-Rostov, ebbero una figlia.

## Morte
Morì il 15 giugno 1815 a San Pietroburgo. Fu sepolto nel Monastero di Aleksandr Nevskij.